# برنامج تحليل التباين لاستيفاء البيانات
إن تحليل التباين لاستيفاء البيانات (DIVA) يسمح بالاستيفاء/التحليل الشبكي المكاني للبيانات (تحليل البيانات) بطريقة مثالية، مقارنة بالاستيفاء المثالي (OI)، مع الأخذ في الاعتبار الشكوك الواردة في الملاحظات. ومقارنة بالاستيفاء المثالي القياسي، والمستخدم في استيعاب البيانات، يأخذ تحليل التباين لاستيفاء البيانات (DIVA)، عند تطبيقه على بيانات المحيطات، في الاعتبار السواحل والأحواض الفرعية وحركة الهواء الأفقية بسبب تكوينه المتباين في النطاق الفعلي. ويتم تحسين الحسابات بشكل كبير وهي تعتمد على دقة عناصر محدودة. ويتم توفير الأدوات التي تؤدي إلى إنشاء شبكة عناصر محدودة، بالإضافة إلى الأدوات التي تؤدي إلى تحسين معلومات التحليل. ويمكن تنفيذ التحكم في جودة البيانات ومجالات الأخطاء. كما يمكن كذلك التخلص من اتجاهات البيانات على المدى البعيد. وفي النهاية، يتم تضمين الامتدادات ثلاثية الأبعاد ورباعية الأبعاد مع التركيز على الحسابات المباشرة لعلوم المناخ من جداول ODV الممتدة.
والبرنامج، الذي أتيحت أول نسخه منذ عام 1996، يمكن تنزيله الآن من خلال موقع تحليل التباين لاستيفاء البيانات نسخة محفوظة 1 ديسمبر 2017 على موقع واي باك مشين.، وهو يعد بمثابة أداة مرجعية لحساب علوم المناخ في مشروعات SeaDataNet. كما تم تضمينه كذلك ليكون بمثابة أسلوب شبكات حديث في مجال عرض بيانات المحيطات.